# Limonia pullata pullata
Limonia pullata pullata is een ondersoort van de tweevleugelige Limonia pullata uit de familie steltmuggen (Limoniidae). De soort komt voor in het Palearctisch gebied.